# Ogeu-les-Bains
Ogeu-les-Bains är en kommun i departementet Pyrénées-Atlantiques i regionen Nouvelle-Aquitaine i sydvästra Frankrike. Kommunen ligger i kantonen Oloron-Sainte-Marie-Est som tillhör arrondissementet Oloron-Sainte-Marie. År 2022 hade Ogeu-les-Bains 1 274 invånare.

## Befolkningsutveckling
Antalet invånare i kommunen Ogeu-les-Bains
| Referens: INSEE |